# Pterostoma palpina
Pterostoma palpina (Clerck 1759) је врста ноћног лептира (мољца) из породице Notodontidae.

## Распрострањење и станиште
Живи на простору Европе и централне Азије. У Србији је широко распрострањена, мада изостаје из појединих делова (централне Србије), може се наћи на висинама до 1500 метара надморске висине. Насељава пре свега шумска станишта, али и све типове у којима се јављају биљке хранитељке.

## Опис
Pterostoma palpina има распон крила од 35 до 52 мм. Основна боја тела је светло сива до светло браон, са видљивим тамним таласастим шарама. Када је у положају скупљених крила, у погледу са стране уочљив је чуперак на предњем делу тела и таласата шара на завршецима крила, у овом положају је и веома карактеристичан. Оваква обојеност му пружа добру камуфлажу. Ларва је плавичасто зелена, са белим дорзалним и бочним линијама, и жутом шаром овиченом црном линијом.
- положај скупљених крила

## Биологија
Врста презимљава у стадијуму лутке, јављају се две генерације годишње. Лептир лети од априла па до јула, у јужнијим деловима ареала и током августа. У Србији лети од априла па и до септембра. Биљка хранитељка су врба и топола.

## Галерија
- лептир
- лептир
- јаја
- гусеница
- гусеница
- лутка

## Синоними
- Phalaena palpinum Clerck, 1759
- Pterostoma palpina (Clerck, 1759) (misspelling)
- Pterostoma salicis Germar, 1812
- Pterostoma tachengensis Cai, 1979